# Jaroslav Seník
Jaroslav Seník (21. července 1897 Praha – 10. října 1957 tamtéž) byl český divadelní a filmový herec.

## Filmografie
- Skalní plemeno (1944)
- Prstýnek (1945)
- Průlom (1946)
- Dravci (1948)
- Červená ještěrka (1948)
- Daleká cesta (1949)
- Vzbouření na vsi (1949)
- Anna proletářka (1952)
- Haškovy povídky ze starého mocnářství (1952)
- Mikoláš Aleš (1952)
- Mladá léta (1952)
- Pyšná princezna (1952)
- Ještě svatba nebyla (1954)
- Muž v povětří (1955)